# Estádio Nacional de Ombaka
Het Estádio Nacional de Ombaka is een multifunctioneel stadion in Benguela, een stad in het westen van Angola.
Het stadion wordt meestal gebruikt voor voetbalwedstrijden. De voetbalclub Nacional de Benguela speelt in dit stadion zijn thuiswedstrijden. Tussen 2009 en 2010 heette dit stadion Complexo da Senhora da Graça. Het werd geopend in 2009. Er is plaats voor 35.000 toeschouwers.

## Afrika Cup
In 2010 werd van dit stadion gebruik gemaakt voor het Afrikaans kampioenschap voetbal, dat van 10 januari tot en met 31 januari 2010 in Angola werd gehouden. In dit stadion waren 6 groepswedstrijden, de kwartfinale tussen Egypte en Kameroen (3–1), de halve finale tussen Algerije en Egypte (0–4) en de troostfinale tussen Nigeria en Algerije (1–0).